# Horizon Air
Horizon Air は、VMware社が提供するクラウドのDaaS (Desktop As A Service) である。
vCloud Airのサービスの1ラインナップとして販売されている。
Horizon Airは、VMware社が所有する「Horizon DaaS」の製品をクラウドサービスとして提供している。
尚、サービスは現行、vCloud Airと同じく西日本リージョンでの提供となっている。
一般的なパブリッククラウドサービスの場合、ServerOSをベースにしたServer VDIと呼ばれる体系が多いが、Horizon Airは、Microsoft Windows 7等のクライアントOSと Windows Server 2012 R2等のサーバーOSの選択が可能。また、リモートデスクトップサービス（旧ターミナルサービス）の機能をHorizon Viewにより拡張したRDSHの機能も利用可能である。